# Malacocephalus okamurai
Malacocephalus okamurai is een straalvinnige vissensoort uit de familie van rattenstaarten (Macrouridae). De wetenschappelijke naam van de soort is voor het eerst geldig gepubliceerd in 1987 door Iwamoto & Arai.